# (279) Thule
(279) Thule ist ein Asteroid jenseits des äußeren Hauptgürtels, der am 25. Oktober 1888 vom österreichischen Astronomen Johann Palisa an der Universitätssternwarte Wien entdeckt wurde.
Der Asteroid ist benannt nach Thule, einer mythischen Insel im nördlichsten Teil der Nordsee, der die Antike den Namen Ultima Thule gab. Ihre Lage konnte nie genau bestimmt werden. Manche Autoren vermuteten Island, Grönland oder die Shetlandinseln. Für die Antike war sie die nördliche Grenze der bewohnbaren Welt. Der Name ist besonders passend, da die Umlaufbahn dieses Asteroiden die nach damaliger Kenntnis am weitesten von der Sonne entfernte war.
(279) Thule wird zwar zu den Hauptgürtelasteroiden gezählt, bewegt sich aber weit außerhalb der Hecuba-Lücke nahe zu einer 4:3-Bahnresonanz mit dem Planeten Jupiter.

## Wissenschaftliche Auswertung
Aus Ergebnissen der IRAS Minor Planet Survey (IMPS) wurden 1992 Angaben zu Durchmesser und Albedo für zahlreiche Asteroiden abgeleitet, darunter auch (279) Thule, für die damals Werte von 126,6 km bzw. 0,04 erhalten wurden. Am 3. April 2008 konnte erstmals die Bedeckung eines Sterns durch (279) Thule beobachtet werden. Mehrere Beobachter in Japan verfolgten den Vorübergang des Asteroiden vor dem Stern 11. Größe TYC 497200415. Die Auswertung der Daten führte zu einem elliptischen Querschnitt des Asteroiden mit Achsen von etwa (126 × 123) km.
Spektroskopische Beobachtungen am 19. März 1990 mit dem William-Herschel-Teleskop am Roque-de-los-Muchachos-Observatorium auf La Palma zeigten im Spektrum von (279) Thule unbekannte Absorptionslinien bei 416, 441 und 515 nm Wellenlänge, die nie zuvor bei Asteroiden festgestellt worden waren. Da sie bei einer entsprechenden Beobachtung am Kitt-Peak-Nationalobservatorium in Arizona vom 7. Februar 1989 nicht gefunden worden waren, wurden sie mit einer Oberflächeneigenschaft des Asteroiden in Verbindung gebracht, die nicht immer von der Erde aus zu sehen ist.
Die Oppositionshelligkeit von (279) Thule liegt stets bei etwa 14,5 mag und die minimal mögliche Entfernung von der Erde beträgt etwa 3,24 AE. Dies macht eine scheibenaufgelöste Bildgebung mittels adaptiver Optik oder Radaruntersuchungen besonders schwierig, die einzige praktische Möglichkeit zur Untersuchung ihrer Eigenschaften ist die Photometrie. Photometrische Messungen des Asteroiden fanden erstmals statt vom 21. bis 23. August 1984 am La-Silla-Observatorium in Chile. Aus der aufgezeichneten Lichtkurve von geringer Amplitude wurde eine als unsicher eingeschätzte Rotationsperiode von 7,44 h abgeleitet. Bei Beobachtungen am 8. und 9. März 2007 am Oakley Observatory des Rose-Hulman Institute of Technology in Indiana konnten die Daten nicht weiter ausgewertet werden.
In Verbindung mit den Beobachtungen der Sternbedeckung durch (279) Thule im April 2008 (siehe oben) wurden am Hamanowa Observatory in Japan auch photometrische Messungen vom 3. April bis 17. Juni 2008 durchgeführt, die zu einer Rotationsperiode von 7,44 h ausgewertet wurden. Außerdem wurde aus den Daten auf die Existenz eines Satelliten von 52 km Größe geschlossen, der seinen Zentralkörper in etwa 3 oder 6 Tagen umkreist. Dies konnte bisher durch keine weiteren Beobachtungen bestätigt werden.
Da bis dahin bereits mehrere widersprüchliche Perioden angegeben und sogar die Möglichkeit eines binären Systems ins Spiel gebracht wurde, gab es vom 9. Juni bis 2. Juli 2010 eine koordinierte Kampagne mit mehreren Beobachtern aus den USA, Australien und Neuseeland, um die Rotationsperiode von (279) Thule zu bestimmen. Aus den während neun Nächten aufgezeichneten photometrischen Werten wurde nun eine Periode von 15,962 h ermittelt. Obwohl das Ergebnis allen zuvor abgeleiteten Perioden widersprach, wurde die Frage nach der wahren Rotationsperiode des Asteroiden als möglicherweise immer noch ungeklärt eingestuft.
Bereits vom 27. März bis 3. Mai 2008 hatte es am Organ Mesa Observatory in New Mexico Beobachtungen des Asteroiden gegeben, deren Auswertung gleich wahrscheinlich Rotationsperioden von 7,970 oder 15,960 h lieferte. Neue Messungen am gleichen Ort vom 8. bis 11. November 2013 wurden dagegen zu möglichen Perioden von 15,85 oder 19,10 h ausgewertet. Die Beobachtungen stimmten somit zwar teilweise mit dem bereits 2010 ermittelten Wert überein, sie wurden aber wegen der stets sehr geringen Amplituden der Lichtkurven nicht als ausreichend angesehen, um diesen Wert endgültig festzulegen. Zur gleichen generellen Beurteilung kam es auch noch einmal nach zusätzlichen Messungen vom 30. Dezember 2014 bis 14. Februar 2015 am Organ Mesa Observatory, wonach zwar alle verfügbaren Daten (neben dem halben und doppelten Wert) für eine Periode von 15,931 Stunden sprachen, aber dennoch nicht eindeutig, weshalb dieser Wert immer noch nicht als zuverlässig angesehen wurde.
Bei Asteroiden mit langen Perioden und gleichzeitig geringen Amplituden ihrer Lichtkurven sind die vermuteten Rotationsperioden oft fragwürdig. Kurz vor dem Jahreswechsel 2014/15 wurde daher eine koordinierte Beobachtungskampagne an mehreren weit voneinander entfernten Observatorien gestartet, um die Rotationsperiode von (279) Thule unzweifelhaft zu bestimmen. Umfangreiche photometrische Daten, die vom 13. Dezember 2014 bis 24. März 2015 während 14 Nächten am Observatori Astronòmic del Montsec (OAdM) in Katalonien, dem Winer Observatory in Arizona und dem Bisei Spaceguard Center in Japan gesammelt wurden, passten in Verbindung mit den Daten des Organ Mesa Observatory aus dem gleichen Zeitraum in der Auswertung nur zu einer Rotationsperiode von 23,896 h. Die Nähe dieses Zeitraums zu einem Erdtag kann frühere Fehler bei der korrekten Identifizierung erklären, da die Beobachter an einzelnen Standorten nicht die ganze Rotation abdecken konnten, sondern in der Regel jedes Mal nur dieselben Teilabschnitte der Lichtkurve sahen und dadurch über ihren wahren Charakter in die Irre geführt wurden. Auch die Daten der früheren Beobachtungen passten im Nachhinein ebenfalls zu dieser Periode und die zuvor vermutete war offenbar ein Alias von zwei Dritteln des korrekten Wertes.
In einer Untersuchung von 2025 konnte durch thermophysikalische Modellierung erstmals ein Gestaltmodell von (279) Thule für zwei alternative Rotationsachsen nahezu in der Ebene der Ekliptik gelegen und eine Periode von 23,8964 h berechnet werden. Für den effektiven Durchmesser wurde ein Wert von etwa 116 km und für die Albedo von 0,04 abgeleitet. Die Auswertung von drei Sternbedeckungen durch den Asteroiden vom 3. April 2008 (siehe oben), 16. August 2019 und 15. Mai 2024 ergab zwar keine eindeutigen Hinweise zur Bevorzugung einer der beiden Rotationsachsen, es konnte dabei aber die Größe des Asteroiden zu 115 oder 119 ± 12 km bestimmt werden.

## Thule-Gruppe
Außerhalb der Hecuba-Lücke, die den Bereich der Hauptgürtelasteroiden i. e. S. bei einer 2:1-Bahnresonanz mit Jupiter nach außen abschließt, gibt es zwei auffällige Ansammlungen von Asteroiden: Knapp außerhalb der Hecuba-Lücke bewegen sich die Asteroiden der Cybele-Gruppe auf Umlaufbahnen mit Großen Halbachsen von 3,27–3,7 AE zwischen den 2:1- und 5:3-Bahnresonanzen mit Jupiter, während sich die Asteroiden der Hilda-Gruppe mit Großen Halbachsen von 3,7–4,1 AE in einer 3:2-Bahnresonanz mit Jupiter befinden.
Noch weiter außerhalb, bei einer Großen Halbachse von 4,27 AE, bewegt sich (279) Thule nahe zu einer 4:3-Bahnresonanz mit Jupiter. Unter den ersten 100.000 nummerierten Asteroiden gibt nur noch drei weitere Asteroiden mit einer ähnlichen Großen Halbachse, nämlich (3552) Don Quixote, (20898) Fountainhills und (52007) 2002 EQ47, deren Umlaufbahnen aber wesentlich größere Exzentrizitäten und Bahnneigungen haben, so dass sie nicht als Mitglieder einer dynamischen Thule-Gruppe anzusehen sind, die damit für über ein Jahrhundert nur (279) Thule selbst als einziges bekanntes Mitglied hatte.
In der Zeit, in der Jupiter die Sonne dreimal umrundet, führt (279) Thule im Mittel vier Umläufe aus. Durch die Bahnresonanz bewegt sich der Asteroid von Jupiter aus gesehen scheinbar in Form eines leicht deformierten Quadrats, von dem immer die Mitte einer Kante zum Planeten zeigt, wodurch sich Asteroid und Planet nie zu nahe kommen. Obwohl der gegenseitige Bahnabstand (Minimum orbit intersection distance, MOID) von Jupiter und (279) Thule sich immer im Bereich zwischen etwa 0,54 und 0,67 AE bewegte, sind sich die beiden Himmelskörper durch die Bahnresonanz in den vergangenen 10.000 Jahren nie näher gekommen als bis auf etwa 1,13 AE (170 Mio. km).
In einer Untersuchung von 1997 wurde gezeigt, dass Umlaufbahnen wie die von (279) Thule in der Nähe der 4:3-Bahnresonanz mit Jupiter über lange Zeiten stabil sind, vergleichbar mit der dynamischen Stabilität der Hilda-Gruppe, was erneut die Frage aufwarf, warum sich nur ein einziger Asteroid dort aufhält. In den Jahren 2001 und 2006 wurden dann zwei weitere Asteroiden entdeckt, die sich ebenfalls über lange Zeiträume stabil in der Nähe der 4:3-Bahnresonanz mit Jupiter bewegen. Es handelt sich bei (186024) 2001 QG207 und (185290) 2006 UB219 um kleine Körper mit geschätzt nur etwa 9 bzw. 12 km Größe, die somit eine Größenordnung kleiner und um sechs Größenklassen lichtschwächer als (279) Thule sind. Die nunmehr auf drei Mitglieder angewachsene Thule-Gruppe weist demnach eine ungewöhnlich große Lücke in der Größenverteilung auf. Numerische Simulationen bestätigten die Stabilität von (279) Thules Orbit über einen Zeitraum von 4 Mrd. Jahren, während die Orbits der beiden neu entdeckten Asteroiden über ähnlich lange Zeiträume etwas instabiler erscheinen.